# Самоходни циркулар
Самоходни циркулар или цепач дрва је возило опремљено трачном или кружном тестером, које се користи у дрвној индустрији и намењено је за сечење већих трупаца на мање, погодне за пећи на дрва. Користи се углавном у јесен или рану зиму, када је потражња за огревним дрветом највећа.
Самоходни циркулар познат је и по народним називима немачког порекла (нем. Бандсаге: трачна тестера): банзек, бансек, бансег или банцек (не бонсек). 
Први самоходни циркулар направљен је 1900. године, а за првог произвођача овог возила у Европи сматра се немачка компанија Каелбле из Бакнанга.
Ова возила користе углавном дизел моторе разних произвођача, најчешће „аран” и „ломбардини”.
На Западу су ова возила била у честој употреби међу трговцима дрветом све до 1960-их. У источној Европи се још увек често може видети у јесен и рану зиму, када је потражња за огревним дрветом највећа. Занатлије у Србији, које се баве цепањем огревног дрвета, понекад користе своје ручно рађене самоходне циркуларе.